# Мікель Солєр
Мікель Солєр (ісп. Miquel Soler, нар. 16 березня 1965, Ла-Валь-д'ен-Бас) — іспанський футболіст, що грав на позиції захисника за низку іспанських клубних команд, за які сумарно провів понад 500 матчів Ла-Ліги, а також за національну збірну Іспанії. По завершенні ігрової кар'єри — тренер.

## Клубна кар'єра
Народився 16 березня 1965 року в місті Ла-Валь-д'ен-Бас. Вихованець футбольної школи барселонського «Еспаньйола». Дорослу футбольну кар'єру розпочав 1983 року в основній команді того ж клубу, в якій провів п'ять сезонів, взявши участь у 118 матчах чемпіонату. Більшість часу, проведеного у складі «Еспаньйола», був основним гравцем захисту команди.
Своєю грою за цю команду привернув увагу представників тренерського штабу клубу «Барселона», до складу якого приєднався 1988 року. Відіграв за головний каталонський клуб наступні три сезони своєї ігрової кар'єри. Граючи у складі «Барселони» також здебільшого виходив на поле в основному складі команди. За цей час виборов титул чемпіона Іспанії, ставав володарем Кубка Іспанії і Кубка Кубків УЄФА.
Згодом сезон 1991/92 провів у мадридському «Атлетіко», де також був серед гравців основного складу і здобув свій другий Кубок країни. 1992 року повернувся до «Барселони», де став чемпіоном Іспанії 1992/93, утім виходив на поле украй рідко.
Згодом захищав протягом двох сезонів кольори «Севільї», один рік провів у мадридському «Реалі» і ще два сезони відіграв за «Реал Сарагоса».
Влітку 1998 року досвідчений 33-річний захисник приєднався до «Мальорки», де ще протягом п'яти сезонів виступав на найвищому рівні і довів свою сумарну кількість матчів, проведених у Ла-Лізі до 504.

## Виступи за збірну
1987 року дебютував в офіційних матчах у складі національної збірної Іспанії. Основним гравцем національної команди не став і протягом наступних 5 років провів у її формі лише 9 матчів.
У складі збірної був учасником чемпіонату Європи 1988 року у ФРН, де виходив на поле у двох матчах групового етапу, подолати який іспанцям не вдалося.

## Кар'єра тренера
2011 року повернувся до свого останнього клубу, «Мальорки», в якому отримав позицію головного тренера другою команди. Керував командою, що змагалася у Сегунді Б, протягом двох сезонів.
У липні 2014 року був призначений головним тренером основної команди «Мальорки» і починав готувати її до сезону 2014/15 у Сегунді. Утім згодом відбулися зміни у керівництві клубу і новий менеджмент вирішив вже у серпні запросити на цю посаду росіянина Валерія Карпіна. Результати, продемонстровані командою під орудою Карпіна у першій половині сезону, не задовільнили керівників клубу, і 10 лютого 2015 року головним тренером «Мальорки» був знову призначений Солєр. Допрацював з командою до кінця сезону, за цей час вона здобула лише шість перемог у 18 матчах при дев'яти поразках.

## Титули і досягнення
- Володар Кубка Кубків УЄФА (1):

«Барселона»: 1988-1989
- Володар Суперкубка УЄФА (1):

«Барселона»: 1992
- Чемпіон Іспанії (2):

«Барселона»: 1990-1991, 1992-1993
- Володар Кубка Іспанії (3):

«Барселона»: 1989-1990
«Атлетіко»: 1991-1992
«Мальорка»: 2002-2003
- Володар Суперкубка Іспанії з футболу (2):

«Барселона»: 1992
«Мальорка»: 1998